# Toyota TS040 Hybrid
Toyota TS040 Hybrid – hybrydowy samochód wyścigowy fabrycznego zespołu Toyoty (firmy Toyota Motorsport GmbH), który od 2014 roku startuje w wyścigach FIA World Endurance Championship. Samochód zastąpił w nich model Toyota TS030 Hybrid, który startował w latach 2012 i 2013.
Debiut bolidu nastąpił w 6-godzinnym wyścigu Silverstone 20 kwietnia 2014 roku. Toyota Racing zajęła w nim dwa pierwsze miejsca. Pierwszy był zespół z nr 8: Sébastien Buemi, Anthony Davidson, Nicolas Lapierre. Wyprzedzili oni o pełne okrążenie drugi bolid Toyoty prowadzony przez Alexandra Wurza, Kazuki Nakajimę i Stéphane’a Sarrazina.

## Charakterystyka
W czasie sezonu FIA WEC 2013 Toyota ogłosiła, że będzie kontynuować starty w FIA World Endurance Championship w sezonie 2014 i że zaprojektuje nowy bolid spełniający nowe wymagania dla prototypów Le Mans. Oficjalna premiera nastąpiła 27 marca 2014 roku. Samochód został przygotowany do startów w klasie LMP1 według zasad dla prototypów Le Mans na 2014 rok.
Zespół Toyota Racing opracował nowy napęd hybrydowy według wytycznych FIA WEC obowiązujących od 2014 roku, dotyczących obniżenia zużycia paliwa o 25% w stosunku do sezonu 2013. Zespół Toyoty osiągnął założony cel poprzez zwiększenie wydajności silników oraz poprawienie aerodynamiki. Do mierzenia zużycia paliwa służą czujniki zamontowane w każdym bolidzie.
Jak twierdzi Toyota: „zwiększono docisk aerodynamiczny, co zapewnia większą przyczepność bolidu przy węższych niż w 2013 roku oponach (o 5 cm). [...] Nowe, bardziej otwarte regulacje serii FIA WEC pozwoliły zespołowi wyraźnie zwiększyć moc napędu hybrydowego. Na przedniej osi bolidu został dodany silnik elektryczny Aisin AW. Na osi tylnej pracuje tak jak w modelu TS030 silnik elektryczny Denso. [...] W trakcie wytracania prędkości, silniki elektryczne pełnią funkcję prądnic i wspierają układ hamulcowy, akumulując energię, która jest przekazywana do superkondensatorów Nisshinbo. Oba silniki zapewniają wzrost mocy o 480 KM.
Zarówno napęd na cztery koła, jak i jednostka benzynowa V8 bolidu TS040, powstały w oddziale Motor Sports Unit Development centrum technicznego Higashifuji. Zawieszenie jest projektowane i wytwarzane w Toyota Motorsport GmbH (TMG) w Kolonii, będąc ewolucją rozwiązań znanych z poprzedniego bolidu Toyota Racing – TS030”.
Łączna moc bolidu wynosi 986KM. Silnik spalinowy V8 ma moc 513 KM, zaś oba silniki elektryczne dają łączną moc 473 KM. Silniki elektryczne służą do napędzania obu osi i do wspierania układu hamulcowego dzięki instalacji do odzyskiwania energii podczas hamowania.

## Udział w wyścigach

### 2014
Sezon rozpoczął się 6-godzinnym wyścigiem na torze w Silverstone, po raz pierwszy według nowych reguł dla prototypów Le Mans. Nowe bolidy hybrydowe Toyoty i Audi otrzymały kolejnego rywala – Porsche. W kwalifikacjach Toyota z nr. 7 objęła pozycję lidera z czasem 1 m 44.774 s, wyprzedzając Audi o 0.005 s. W głównym wyścigu Toyota z nr. 8 zajęła 1. miejsce, a Toyota z nr. 7 zajęła 2 pozycję. Sześciogodzinny wyścig został skrócony o 26 minut z powodu intensywnego deszczu. To było pierwsze podwójne zwycięstwo zespołu Toyota Racing w FIA WEC.
W 6-godzinnym wyścigu w Spa-Francorchamps bolid nr 8 Toyoty ponownie zajął pierwsze miejsce po przejechaniu 171 okrążeń w 6:01'31.675. Samochód startował na drugiej pozycji. Anthony Davidson przejechał najszybsze okrążenie wyścigu w czasie 2'01.327. Bolid nr 7 zajął trzecie miejsce po starcie z pozycji czwartej. Przejechał 171 okrążeń w czasie 6:02'52.536, ustępując pola bolidowi Audi. W kwalifikacjach do 24h Le Mans 2014 Toyota numer 7 zdobyła pole position, lecz nie ukończyła wyścigu, a Toyota numer 8 zajęła 3 miejsce.
W 24-godzinnym wyścigu w Le Mans załoga bolidu nr 8 zajęła 3. miejsce, po tym, jak wróciła na tor po groźnym wypadku, i utrzymała prowadzenie w klasyfikacji generalnej. Do kolizji doszło półtorej godziny po starcie, gdy rozpadał się deszcz. Zderzyły się  Audi nr 3, Toyota nr 8 i Ferrari nr 81.
Od początku wyścigu aż do piątej rano nieprzerwanie prowadził zespół bolidu nr 7, jednak wyeliminowała go z wyścigu awaria w wiązce elektrycznej, której nie udało się zlokalizować.
W następnej rundzie na Circuit of the Americas w Austin, USA Kazukiego Nakajimę zastąpił Mike Conway, kierowca rezerwowy zespołu Toyota Racing.
W 6-godzinnym wyścigu Circuit of the Americas bolid nr 8 wystartował z pole position i zajął 3. miejsce oraz zaliczył najszybsze okrążenie w czasie 1’50.390 min. Bolid nr 7 zajął 6. miejsce. Obie hybrydowe Toyoty rozpoczęły wyścig na prowadzeniu, lecz po godzinie spadł rzęsisty deszcz, który spowodował chaos na torze. Samochody wypadły z toru i straciły po okrążeniu, zaś nr 8 utknął na żwirze. Podobny los spotkał wiele innych kierowców, dlatego przerwano wyścig ze względów bezpieczeństwa. Po godzinie wznowiono zawody. Nicolas Lapierre (nr 8) wystartował na 4. pozycji, zaś Mike Conway (nr 7) na 7. pozycji. Anthony Davidson (nr 8) zaczął intensywnie zmniejszać dystans do liderów. Sébastien Buemi serią bardzo szybkich okrążeń, w tym najszybszego okrążenia wyścigu, zdobył trzecie miejsce. Po tym wyścigu Toyota Racing spadła na 2. miejsce w klasyfikacji producentów, ustępując zespołowi Audi.
W 6-godzinnym wyścigu Fuji zespół nr 8 Toyota Racing okazał się najszybszy zarówno w kwalifikacjach, czym wywalczył pole position, jak i w głównym wyścigu. Bolid nr 8 przejechał także najszybsze okrążenie wyścigu w czasie 1'27.815. Na japońskim torze wystartowali Anthony Davidson i Sébastien Buemi. Nicolas Lapierre zrezygnował z wyścigu z przyczyn osobistych. Drugie miejsce przypadło bolidowi nr 7 startującemu z 4. pozycji.
Dzięki podwójnemu zwycięstwu zespół Toyota Racing odzyskał prowadzenie w klasyfikacji producentów. Wśród kierowców prowadzą ex aequo Davidson i Buemi. Lapierre stracił do nich 26 punktów z powodu nieobecności w Fuji i tym samym znalazł się na 2. miejscu.
Podczas 6-godzinnego wyścigu w Szanghaju zespół #8 zajął pierwsze miejsce, zaś zespół #7 drugie, wjeżdżając na metę z przewagą okrążenia przed Porsche i Audi. Był to drugi wyścig z rzędu i trzeci w serii, w którym hybrydowe Toyoty zajęły dwa najwyższe miejsca podium. Po wyścigu w Chinach przewaga Toyoty nad drugim w klasyfikacji producentów Audi sięgnęła 29 punktów. Sébastien Buemi wykonał najszybsze okrążenie wyścigu w 1 min 48.694 s. Oba zespoły przejechały po 188 okrążeń.
6-godzinny wyścig w Bahrajnie wygrał zespół #7: Alex Wurz, Stéphane Sarrazin i Mike Conway po przejechaniu 195 okrążeń. Zespół #8 ukończył wyścig na 11. pozycji, przejechawszy 177 okrążeń, co i tak zagwarantowało Anthony’emu Davidsonowi i Sébastienowi Buemi zwycięstwo w kategorii kierowców, jeszcze przed zakończeniem serii. Bolid #8 musiał zatrzymać się na pół godziny na wymianę alternatora. Gdy powrócił na tor, zajmował 26. miejsce. Do końca wyścigu kierowcom udało się poprawić ten wynik o 15 pozycji. Najszybsze okrążenie przejechał bolid #8 w czasie 1 min 45.989 s.
Po wyścigu w Bahrajnie zespół Toyota Racing umocnił swoją przewagę w kategorii producentów nad drugim w klasyfikacji zespołem Audi do 40 punktów.
Ostatni wyścig serii, 6-godzinny w San Paulo, zakończył się dla Toyoty Racing zajęciem 2. miejsca przez zespół #8 i 4. miejsca przez zespół #7. Walkę Davidsona o zwycięstwo przerwał wyjazd na tor samochodu bezpieczeństwa z powodu złej pogody. To jednak wystarczyło, aby Toyota Racing została mistrzem świata wyścigów FIA World Endurance Championship. W klasyfikacji generalnej kierowców Davidson i Buemi zajęli 1. pozycję, zaś Wurz i Sarrazin 5. pozycję.

### 2015
Toyota Racing zmieniła nazwę na Toyota GAZOO Racing. 9 kwietnia Toyota ogłosiła, że zespoły Toyota Racing, Lexus Racing i Gazoo Racing będą występowały pod wspólną nazwą GAZOO Racing.
W pierwszym wyścigu sezonu w Silverstone bolid TS040 Hybrid # 1 prowadzony przez Anthony’ego Davidsona, Sébastiena Buemiego i Kazuki Nakajimę zajął trzecie miejsce ze stratą 14.816 s do zajmującego pierwsze miejsce Audi. Bolid #2 zajął 4. miejsce. Prowadzili go Alex Wurz, Stéphane Sarrazin i Mike Conway.

Wyścig rozpoczęli Buemi (#1) i Wurz (#2). Po pół godziny #1 był trzeci, zaś #2 szósty. Następnie bolid #1 spadł na 5. miejsce z powodu problemów z przyczepnością, ale Porsche #17 i Audi #8 musiały zjechać do boksów na usunięcie awarii. Wówczas obie Toyoty przesunęły się na 3. i 4. pozycję.
Po jednej czwartej wyścigu za kierownicami zasiedli Davidson (#1) i Conway (#2). Davidson skrócił dystans do czołówki i wkrótce nawiązał walkę. Po następnym zjeździe do boksów bolid #1 objął prowadzenie. Dla zaoszczędzenia czasu Davidson nie zdecydował się na zmianę opon, w przeciwieństwie do Porsche i Audi.
W połowie rajdu kierowców zmienili Nakajima i Sarrazin. Na tym etapie Audi #7 uzyskało wyraźną przewagę, Porsche #18 i Toyota #1 walczyły o drugie miejsce, a Toyota #2 jechała jako czwarta.
Na ostatnią godzinę stery przejęli znów Buemi #1 i Wurz #2, jednak nie przyniosło to poprawy sytuacji. Toyota #1 pozwoliła się wyprzedzić Porsche #18 i zajęła ostatecznie trzecie miejsce.
Drugi wyścig odbył się 2 maja w Spa-Francorchamps w Belgii. W 6-godzinnym wyścigu Toyota TS040 #2 zajęła 5. miejsce, zaś #1 8. miejsce. Problemy z instalacją elektryczną bolidu #1 spowodowały dwa nieplanowane zjazdy do boksu, które zajęły łącznie ponad 20 minut. Gdy Sébastien Buemi wrócił na tor, zajmował 14. miejsce. Po tym wyścigu Toyota Gazoo zajmuowała trzecie miejsce w klasyfikacji generalnej producentów z 47 punktami łącznie. Alex Wurz, Stéphane Sarrazin i Mike Conway zajęli po wyścigu Spa-Francorchamps 3. miejsce w klasyfikacji kierowców, obrońcy tytułu mistrzów Anthony Davidson i Sébastien Buemi zajęli 4. miejsce, zaś Kazuki Nakajima zajął 7. miejsce.
Najważniejszy wyścig serii, 24-godzinny wyścig Le Mans oba bolidy ukończyły z rozczarowującym wynikiem. TS040 #1 zajął 8. miejsce, a #2 zajął 6. miejsce. Oba samochody jechały konsekwentnie i bez większych problemów technicznych, mimo to nie zdołały zagrozić rywalom. Jedynym większym incydentem było zderzenie Anthony’ego Davidsona z samochodem klasy GT, w wyniku którego uszkodzony został przedni prawy róg samochodu. Naprawa spowodowała stratę 13 minut i powrót na tor 5 okrążeń za liderem.
Tor Nürburgring wrócił do serii wyścigów długodystansowych FIA po raz pierwszy od 2009 roku. W 6-godzinnym wyścigu Nürburgring bolid #1 zajął 5. miejsce po przejechaniu 200 okrążeń, zaś bolid #2 zajął 6. miejsce, pokonując 199 okrążeń. Po czwartym wyścigu sezonu Toyota zajmuje 3. miejsce w klasyfikacji konstruktorów. Wurz, Conway i Sarrazin zajmują 7. miejsce, Davidson i Buemi zajmują 8. miejsce, zaś na 9. pozycji znalazł się Kazuki Nakajima.
Podczas 6-godzinnego wyścigu na torze Circuit of the Americas w Teksasie bolid #1 zajął 4. miejsce. Bolid #2 nie ukończył wyścigu z powodu wypadku. Mike Conway stracił kontrolę nad samochodem w czasie wyprzedzania wolniejszych pojazdów i uderzył w bandę. Zespół Toyota GAZOO Racing zajmuje po tym wyścigu 3. miejsce w klasyfikacji generalnej producentów.
6-godzinny wyścig na torze Fuji zakończył się 5. miejscem dla TS040 #1 i 6. miejscem dla bolidu #2. Przez pierwsze 40 minut zawodnicy jechali za samochodem bezpieczeństwa z powodu intensywnego deszczu - Kazuki Nakajima w #1 na piątej pozycji, zaś Alex Wurz w #2 na szóstym miejscu. Kiedy wyścig się zaczął, Kazuki ostro przyspieszył, docierając na 3. pozycję, przed końcem pierwszej godziny stoczył zaciętą walkę z Porsche #17, po czym spadł na 4. miejsce. Stéphane Sarrazin w #2 został potrącony przez samochód GT. W wypadku został uszkodzony system chłodzenia, co skończyło się 13-minutową naprawą. Samochód kierowany przez Mike’a Conwaya wrócił na tor na 19 miejsce ze stratą 12 okrążeń. Po tej stracie Conway wywalczył 8. pozycję, zaś po zamianie Alex Wurz zdobył ostatecznie 6. miejsce. Kazuki Nakajima dojechał na metę jako piąty.
Podczas 6-godzinnego wyścigu w Szanghaju Bolid #1 zajął 6. miejsce, natomiast #2 5. miejsce, tracąc odpowiednio 4 i 5 okrążeń do lidera.
W 6-godzinnym wyścigu w Bahrajnie bolid #2 zajął 3 miejsce, a Stéphane Sarrazin, Alex Wurz i Mike Conway po raz pierwszy w tym sezonie stanęli na podium. Było to drugie podium Toyota Gazoo Racing w 2015 roku. Bolid #1 zakończył wyścig na 4. pozycji. Ostatni wyścig serii FIA WEC 2015 zakończył się 3. miejscem w klasyfikacji generalnej dla zespołu Toyoty. Był to też ostatni występ bolidu TS040 Hybrid. W przyszłym roku Toyota wystawi 2 lub 3 samochody następnej generacji.
10 listopada Alex Wurz ogłosił odejście z zespołu po wyścigu w Bahrajnie. Wurz był pierwszym kierowcą, który potwierdził dołączenie do zespołu Toyoty w serii FIA WEC w 2011 roku. Za jego sprawą zespół zdobył pierwsze pole position oraz pierwsze zwycięstwo w Brazylii w 2012 roku. Wurz wystartował z Toyotą w 28 wyścigach FIA WEC, wygrał 5 z nich, a w 11 stanął na podium.
Od pierwszego wyścigu na torze Silverstone w kwietniu 2014 roku bolidy TS040 HYBRID wygrały 5 wyścigów, w tym trzy razy zajęły 1. i 2. miejsce, 13 razy znalazły się na podium, 4 razy wystartowały z pole position, w tym w 24-godzinnym wyścigu Le Mans w 2014 roku.
.
W klasyfikacji generalnej kierowców Davidson i Buemi zajęli w 2015 roku 5. miejsce z liczbą 79 punktów. Wurz, Conway i Sarrazin zajęli 6. miejsce także z liczbą 79 punktów. Nakajima zajął 7. miejsce z liczbą 75 punktów.

## Wyniki
| Legenda oznaczeń w tabelach wyników Wyświetl szablon na nowej stronie | Legenda oznaczeń w tabelach wyników Wyświetl szablon na nowej stronie                                                                     |
| Oznaczenie                                                            | Wyjaśnienie |
| --------------------------------------------------------------------- | --- |
| Złoty                                                                 | Zwycięzca lub mistrzostwo |
| Srebrny                                                               | 2. miejsce lub wicemistrzostwo |
| Brązowy                                                               | 3. miejsce lub II wicemistrzostwo |
| Zielony                                                               | Ukończył, punktował (w klasyfikacji generalnej, gdy zdobył co najmniej jeden punkt na przestrzeni sezonu, poza trzema powyższymi opcjami) |
| Niebieski                                                             | Ukończył, nie punktował (w klasyfikacji generalnej, gdy nie zdobył co najmniej jednego punktu na przestrzeni sezonu)                      |
| Czerwony                                                              | Nie zakwalifikował się (NZ) |
| Czerwony                                                              | Nie prekwalifikował się (NPK) |
| Różowy                                                                | Nie ukończył (NU) |
| Różowy                                                                | Niesklasyfikowany (NS) (w klasyfikacji generalnej, gdy nie został sklasyfikowany w żadnym wyścigu sezonu)                                 |
| Czarny                                                                | Zdyskwalifikowany (DK) |
| Czarny                                                                | Wykluczony (WYK/EX) |
| Biały                                                                 | Nie wystartował (NW) |
| Biały                                                                 | Kontuzjowany (K/INJ) |
| Biały                                                                 | Wyścig odwołany (OD/C) |
| Bez koloru                                                            | Został wycofany (WYC/WD) |
| Bez koloru                                                            | Nie przybył (NP/DNA) |
| Bez koloru                                                            | Nie brał udziału w treningach (NT/DNP) |
| Bez koloru                                                            | Nie został zgłoszony (–) |
| Pogrubienie                                                           | Start z pole position |
| Kursywa                                                               | Najszybsze okrążenie wyścigu |
| †                                                                     | Nie ukończył, ale jego rezultat został zaliczony ze względu na przejechanie więcej niż 90% dystansu wyścigu.                              |
| *                                                                     | Sezon w trakcie |
| 1/2/3                                                                 | Punktowana pozycja w sprincie kwalifikacyjnym                                                                                             |
| Lista systemów punktacji Formuły 1                                    | |

| Rok  | Zespół        | Klasa  | Kierowcy                                                     | Wyniki w poszczególnych eliminacjach | Wyniki w poszczególnych eliminacjach | Wyniki w poszczególnych eliminacjach | Wyniki w poszczególnych eliminacjach | Wyniki w poszczególnych eliminacjach | Wyniki w poszczególnych eliminacjach | Wyniki w poszczególnych eliminacjach | Wyniki w poszczególnych eliminacjach | Punkty | Poz. |
| ---- | ------------- | ------ | ------------------------------------------------------------ | ------------------------------------ | ------------------------------------ | ------------------------------------ | ------------------------------------ | ------------------------------------ | ------------------------------------ | ------------------------------------ | ------------------------------------ | ------ | ---- |
| 2014 | Toyota Racing | LMP1-H | Alexander Wurz Stéphane Sarrazin Kazuki Nakajima Mike Conway | SIL 2                                | SPA 3                                | LMN NU                               | COA 6                                | FUJ 2                                | SHA 2                                | BHR 1                                | SÃO 4                                | 289    | 1    |
| 2014 | Toyota Racing | LMP1-H | Anthony Davidson Sébastien Buemi Nicolas Lapierre            | SIL 1                                | SPA 1                                | LMN 3                                | COA 3                                | FUJ 1                                | SHA 1                                | BHR 11                               | SÃO 2                                | 289    | 1    |
| 2015 | Toyota Racing | LMP1-H | Anthony Davidson Sébastien Buemi Kazuki Nakajima             | SIL 3                                | SPA 8                                | LMN 8                                | NÜR 5                                | COA 4                                | FUJ 5                                | SHA 6                                | BHR 4                                | 164    | 3    |
| 2015 | Toyota Racing | LMP1-H | Alexander Wurz Stéphane Sarrazin Mike Conway                 | SIL 4                                | SPA 5                                | LMN 6                                | NÜR 6                                | COA NU                               | FUJ 6                                | SHA 5                                | BHR 3                                | 164    | 3    |